# Lago North Furlong
El lago North Furlong  es un lago glaciar situado en las montañas Ruby, en el condado de Elko, en el noreste de Nevada, Estados Unidos. Se encuentra justo en la cabecera del cañón North Furlong, a una altitud de 2920 metros sobre el nivel del mar. Tiene una superficie de 6,5 hectáreas y una profundidad máxima de 6,1 metros. 
El lago North Furlong  es la principal fuente de North Furlong Creek, que después de salir de las montañas se fusiona con otras corrientes para formar el río South Fork Humboldt.